# Eriocrànids

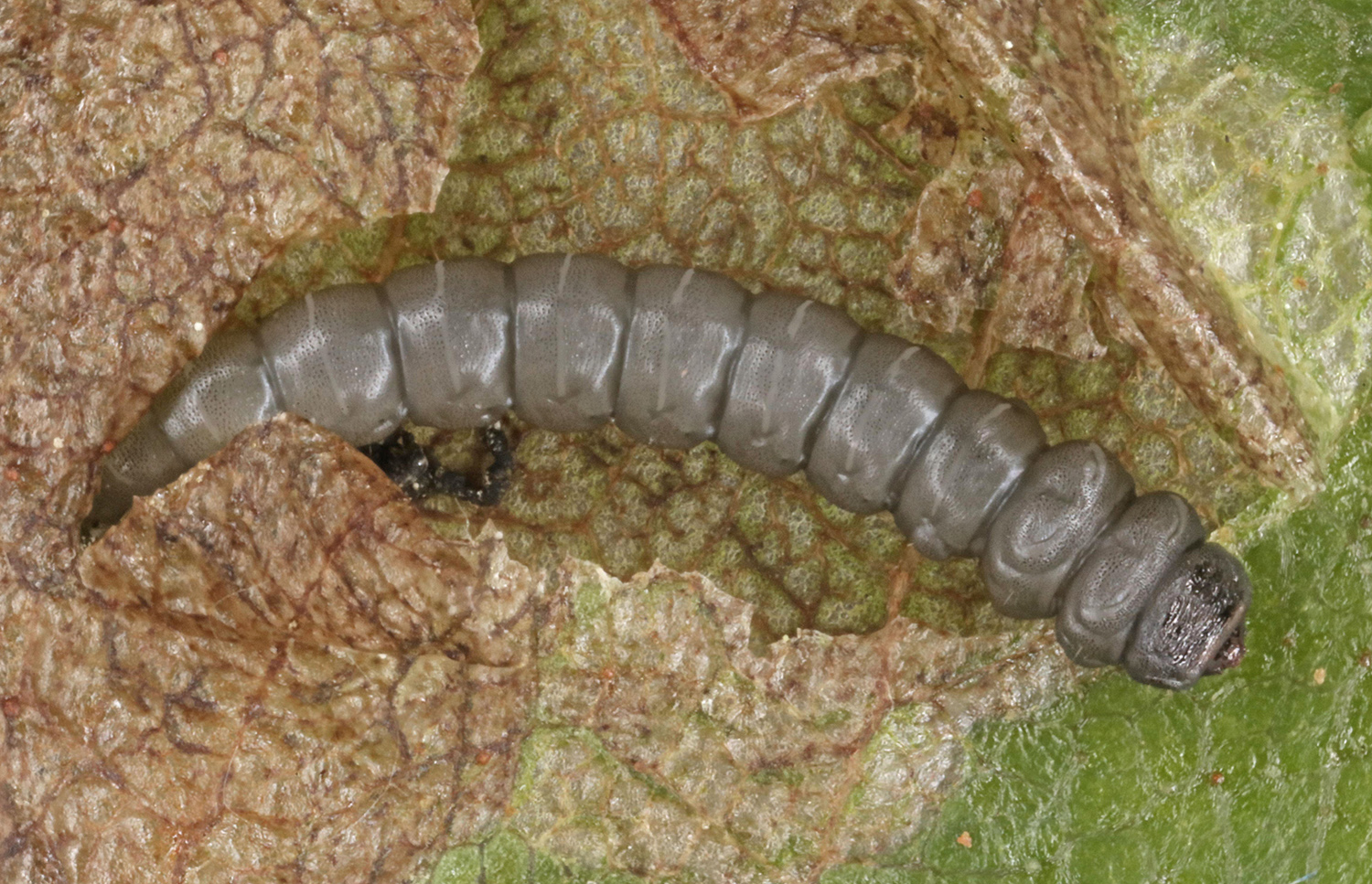
Larva dEriocrania sangii

Els eriocrànids (Eriocraniidae) són una família de lepidòpters glossats, l'única de la superfamília dels eriocranioïdeus (Eriocranioidea) i de l'infraordre dacnònifs (Dacnonypha).
Són petites arnes, generalment diürnes, que poden ser observades en les primaveres temperades de la regió holàrtica. Tenen una probòscide amb la qual beuen aigua o saba. Les larves són perforadores de fulles de fagals, principalment de bedolls (Betula), roures (Quercus), i unes quantes salicàcies i rosals (Kristensen, 1999).

## Sistemàtica
Hi ha 6 gèneres descrits:
- Dyseriocrania
- Eriocrania
- Eriocraniella
- Heringocrania
- Issikiocrania
- Neocrania[1]